# HMS Colossus (1910)
Колоссус (англ. HMS Colossus) — линкор-дредноут типа «Колоссус» Королевских ВМС Великобритании. В 1916 году участвовал в Ютландском сражении, получил два попадания. Разобран в августе 1928 года.

## Общие сведения
«Колоссус» был заложен 9 апреля 1910 года. Введён в эксплуатацию в 1911 году. Конструктивно похож на HMS Neptune (1909), однако нёс более толстую броню. Его стоимость составляла 1 672 103 фунтов стерлингов. Входил в состав 2-й эскадры линейных кораблей Флота Метрополии.
В августе 1914 года, после начала Первой мировой войны, стал флагманом 1-й эскадры. В 1916 году, участвуя в Ютландском сражении, находился под командованием кэптена Дадли Паунда, действуя в качестве флагмана адмирала Эрнеста Гонта. В бою «Колоссус» был дважды поражён германскими снарядами, ранения получили 6 человек, однако сам он получил лишь незначительные повреждения. Когда война подошла к концу, «Колоссус» был списан и использовался как учебный корабль вплоть до 1920 года. Был разобран в 1928 году.

## История создания
В 1908 году до лордов Британского Адмиралтейства дошли слухи о том, что Германия втайне создаёт дредноуты в попытке превзойти в их количестве королевский флот. Германия являлась самым опасным противником на море для Великобритании, а, учитывая политические реалии того времени, потеря преимущества в размере флота могла привести к печальным последствиям. Таким образом, в Британском Адмиралтействе набирала популярность идея о создании нового класса кораблей в противовес немецким дредноутам. Активно поддерживал эту идею Первый морской лорд Британского Адмиралтейства адмирал Фишер. Единственный, кто выступал против постройки новых кораблей, был Уинстон Черчилль, который в то время был министром торговли и промышленности. Но уже в 1909 году правительство утвердило расходы на строительство двух современных линкоров типа «Колоссус» — HMS Colossus и HMS Hercules. Позже выяснилось, что слухи о резком увеличении германского флота были лишь измышлениями.

## Описание конструкции

### Бронирование
Броневая защита на этом корабле была гораздо мощнее, чем на линкорах предыдущих трёх типов, и имела большое сходство с броней «Дредноута». Основной пояс начинался от форштевня и шел вплоть до квартердека, имел толщину 279,4 мм. Верхний пояс имел такое же расположение, только имел утолщение до 203,2 мм в районе машинных отделений и погребов и уменьшался до 63,5 мм в носу и до 50,8 мм в корме. Верхняя палуба по всей длине имела толщину 38,1 мм, нижняя бронировалась 44-мм листами. В корме, где располагалась башня «Х», толщина нижней палубы была 76,2 мм с утолщением до 101,6 мм на скосах кормовой части палубы для дополнительной защиты руля и винтов. Передний траверз, расположенный непосредственно перед башней «А», был 254 мм в верхней части и уменьшался до 127 мм в нижней части у палубной брони. Задний траверз — непосредственно позади башни «Y» — 203,2 мм, уменьшался в нижней части до 101,6 мм.
Лобовая броня башен была толщиной 279,4 мм, и переходила в 177,8 мм по бокам. Крыша башен была толщиной в 101,6 мм. Броня барбетов изменялась от 279,4 мм до 101,6 мм в зависимости от местоположения других элементов брони: соседних барбетов, смежной бортовой брони и вышележащей палубной брони. Боевая рубка была защищена 279,4 мм брони, а коммуникационная труба была толщиной 127 мм. Общий вес брони на корабле составлял 5474 тонн, из которых 1610 тонн приходилось на бронирование пояса.

### Энергетическая установка и ходовые качества
На линкор устанавливались паровые турбины высокого давления Parsons, которые вращали 4 вала, а также 18 котлов производства Babcock & Wilcox, рабочее давление в которых было ~108 кг/кв.м. Каждый котел нагревался через отверстия тремя горелками адмиралтейского типа. Каждая горелка могла потреблять до 140 кг нефти в час.
Максимальная мощность двигательной установки достигала 25 000 л. с. Наибольший запас топлива корабля составлял 2900 тонн угля и 900 тонн нефти. При полной загрузке дальность плавания составляла 6680 морских миль (12 370 км) при скорости 10 узлов (19 км/ч), или 4050 морских миль (7500 км) при скорости 18,5 узлов (34,3 км/ч).
Данные, полученные на испытаниях при наилучших возможных условиях (которые, как правило, не могут быть соблюдены в боевой обстановке), показали, что максимальная скорость корабля может составить 22,6 узла (41,9 км/ч), на 8-часовом пробеге на полной мощности достигнута средняя скорость 21,5 узла (39,8 км/ч), на 30-часовом пробеге достигнута скорость 19,6 узла (36,3 км/ч) при мощности 18 000 л. с. (13 423 кВт).

## Вооружение

### Главный калибр
Главный калибр состоял из 10 пушек BL 12-inch (304.8 мм) Mk XII, установленных попарно в 5 башнях. Башня «А» была установлена на баке по центру и имела сектор обстрела 270 градусов. Башни «P» и «Q» устанавливались на миделе равноудалённо от мидель-шпангоута так, что башня «P» находилась по левому борту и располагалась ближе к баку, а башня «Q» — по правому борту и ближе к юту. Эти башни имели углы горизонтального наведения на «свой» борт 170 градусов, то есть −5 градусов от носа и −5 градусов от кормы. Башни также имели ограниченный сектор обстрела «через палубу» в случае, например, выхода из строя одной из этих башен, однако обычный бортовой залп предполагал огонь только из 4 башен.
Башни «Х» и «Y» устанавливались на юте, башня «Y» устанавливалась ближе к корме, а башня «X» позади неё линейно-возвышенно. Они, как и башня «А», имели сектор обстрела 270 градусов. Вес снаряда был 850 кг, а скорострельность орудий составляла 2 выстрела в минуту, однако, учитывая время, требуемое для полёта снаряда и корректировки траектории выстрела, прицельная стрельба велась в темпе не чаще одного выстрела в минуту.

### Вспомогательная/зенитная артиллерия
Вспомогательное вооружение состояло из шестнадцати пушек BL 4-inch (101.6 мм) Mk VII в отдельных установках. Чтобы добиться максимальной эффективности в защите от торпедных атак миноносцев и торпедных катеров, десять пушек были установлены в носовой надстройке так, чтобы плотность огня не позволила противнику подойти слишком близко для торпедной атаки, тем самым увеличив расстояние для возможности уклонения от выпущенных торпед. Остальные шесть орудий были расположены за носовой надстройкой.
В 1917 три таких орудия были удалены, вместо них были добавлены 3- и 4-дюймовые зенитные орудия. Три 57-мм орудия были установлены на носовой надстройке.

### Минно-торпедное вооружение
Как и большинство линкоров, «Колоссус» был оснащён торпедным вооружением.
Подводные торпедные аппараты калибром 533,4-мм Mark II располагались внутри корпуса — две в носовой части и один в корме.
На вооружении состояли торпеды Hardcastle с максимальной скоростью 45 узлов (83 км/ч) и дальностью 6.4 км.

## История службы

### Введение в эксплуатацию
«Колоссус» начал испытания 28 февраля 1911 года, они продлились до июля того же года.
8 августа 1911 года был введён в состав второго дивизиона Флота Метрополии и откомандирован в Девонпорт. 1 мая 1912 года это подразделение было переименовано во 2-ю боевую эскадру.
В июле 1912 года принимал участие в Парламентском смотре флота и осуществлял учения с Флотом Метрополии в октябре и ноябре.
В марте 1913 года посетил Шербур с частью флота. В декабре был переведён в состав 1-й боевой эскадры.
29 июля 1914 года «Колоссус» был отправлен в патруль в Скапа-Флоу в связи с объявлением войны Сербии Австро-Венгрией и накалом международной обстановки.
Во время Первой мировой войны он оставался на базе в Скапа-Флоу до 1918 года, за исключением короткого периода с 22 октября по 3 ноября 1914 года, в течение которого базировался в Лох-Суилли.
В ноябре 1915 года он стал флагманом 1-й боевой эскадры вместо HMS St. Vincent (1908).

### Ютландское сражение
Линкор участвовал в единственном крупном боевом столкновении — Ютландском сражении 31 мая — 1 июня 1916 года. В этом сражении 1-я эскадра линкоров была разделена на два дивизиона, «Колоссус» (командир — кэптен Дадли Паунд) возглавлял 5-й дивизион, находящийся под командованием контр-адмирала Эрнеста Гонта и включавший в себя также линкоры HMS Neptune, HMS Collingwood и HMS St. Vincent.
Британский Гранд Флит принял боевой строй, «Колоссус» шёл семнадцатым в линии.
В 17:51 было замечено появление немецкого Флота открытого моря.
В 18:30, как только вражеские корабли попали в зону досягаемости его орудий, «Колоссус» открыл огонь по линии немецкого флота, но без результата.
В 19:00 он обстрелял лёгкий крейсер, предположительно, SMS Wiesbaden на расстоянии 9,14 км, вскоре после этого вёл огонь по эсминцу G42, который повредил близким разрывом. Вскоре SMS Wiesbaden затонул — его обстреляли ещё несколько кораблей.
С 19:00 и до 19:20 вместе с HMS Collingwood с 1-й разведывательной группой им удалось обнаружить немецкие линейные крейсера. Он добился нескольких попаданий по вражеским SMS Derfflinger и SMS Lützow.
В 19:16 «Колоссус» был поражён тяжёлым артиллерийским снарядом в носовую надстройку, но серьёзных повреждений не получил — корабль полностью сохранил боеспособность. В результате этого попадания было ранено 6 человек.

### Послевоенное время
С июня по сентябрь 1917 судно было отремонтировано и перемещено с Гранд Флитом в главную базу, которая была переведена в Росайт в апреле 1918 года. «Колоссус» участсовал в интернировании немецкого флота 21 ноября 1918 года.
Когда закончилась война, после реформирования Гранд Флита, стал флагманом Резервного флота в Девонпорте. 30 июня 1921 года был включён в список кораблей, подлежащих утилизации, но решение было пересмотрено и его разоружили и сделали учебным кораблём для курсантов. 23 июля 1923 года перестал быть учебным кораблём и был использован как блокшив. Наконец, в августе 1928 года был отправлен на утилизацию и окончательно разобран 5 сентября.